# Ouagadougou

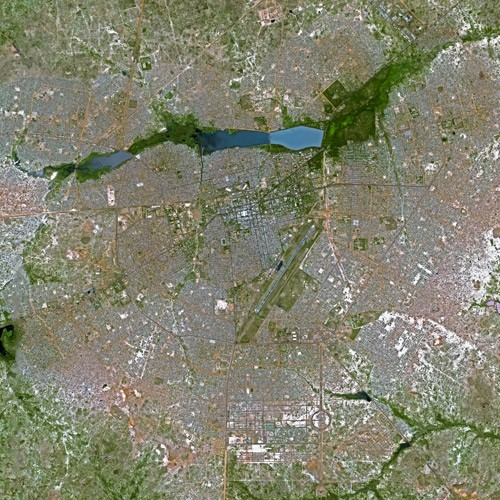
Satellitenbild Ouagadougous

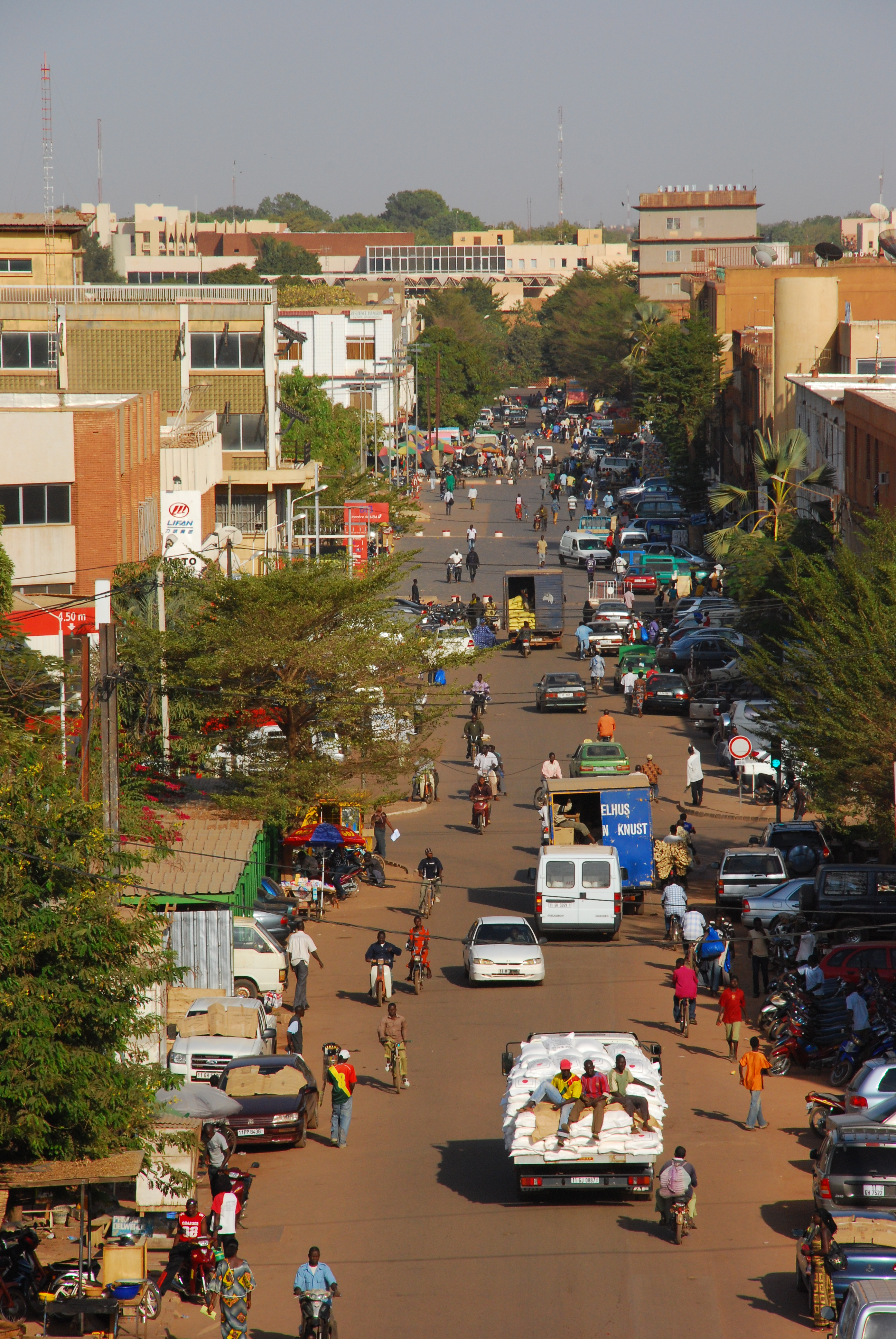
Blick in das Stadtzentrum auf den Markt

Ouagadougou [wagaˈduːgu] (auch Wagadugu [ˌvagaˈduːgu]) ist die Hauptstadt von Burkina Faso in Westafrika. Mit über zwei Millionen Einwohnern ist sie die größte Stadt des Landes und dessen administratives, wirtschaftliches und kulturelles Zentrum. Die Stadt ist Sitz der flächenidentischen Stadtgemeinde (französisch commune urbaine) und des Départements Ouagadougou.
In Ouaga, wie es umgangssprachlich oft genannt wird, residiert der Mogho Naba, der machtlose Kaiser der Mossi. Die Metropole ist bekannt als Veranstaltungsort des panafrikanischen Filmfestivals FESPACO.

## Geographie

### Lage
Ouagadougou liegt im Zentrum des Landes auf dem Zentralplateau in der Region Centre und der Provinz Kadiogo. Es grenzt im Norden an Pabré, im Nordosten an die Region Plateau Central, im Osten an Saaba, im Südosten an Koubri, im Süden an Komsilga und im Westen an Tanghin-Dassouri.

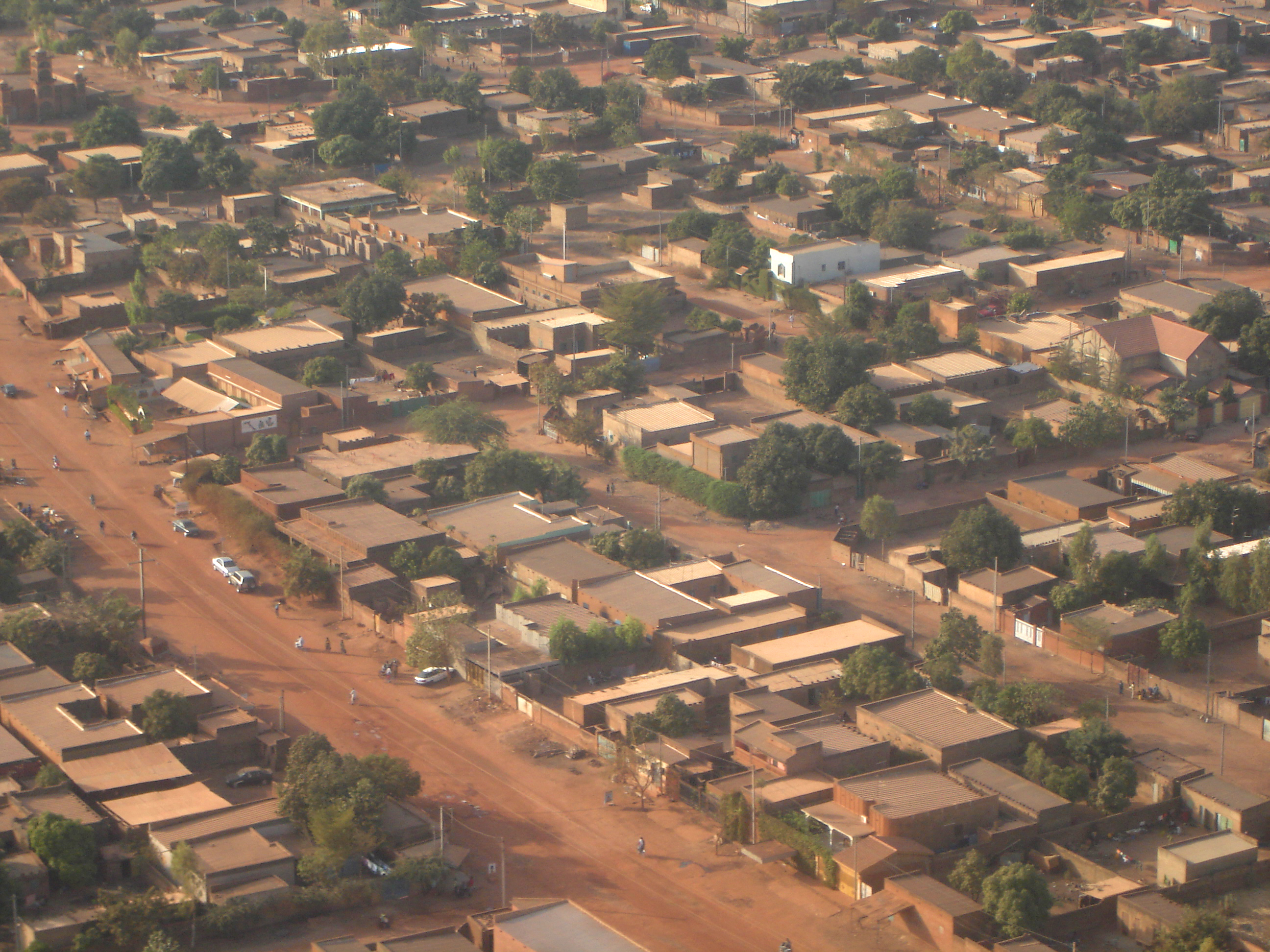
rue Warba im Stadtteil Cissin (Secteur 16)
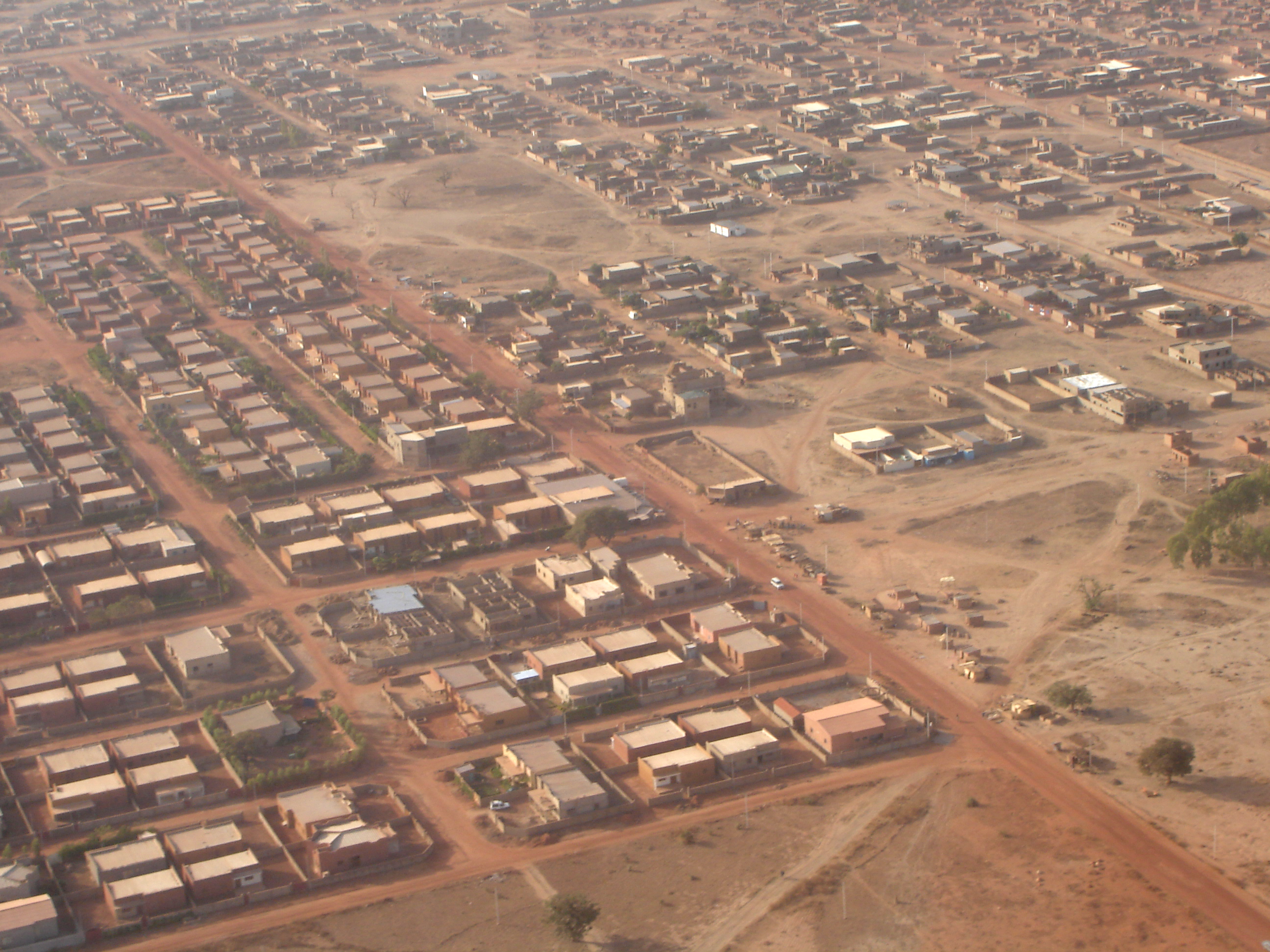
Neubaugebiet im Südwesten der Stadt
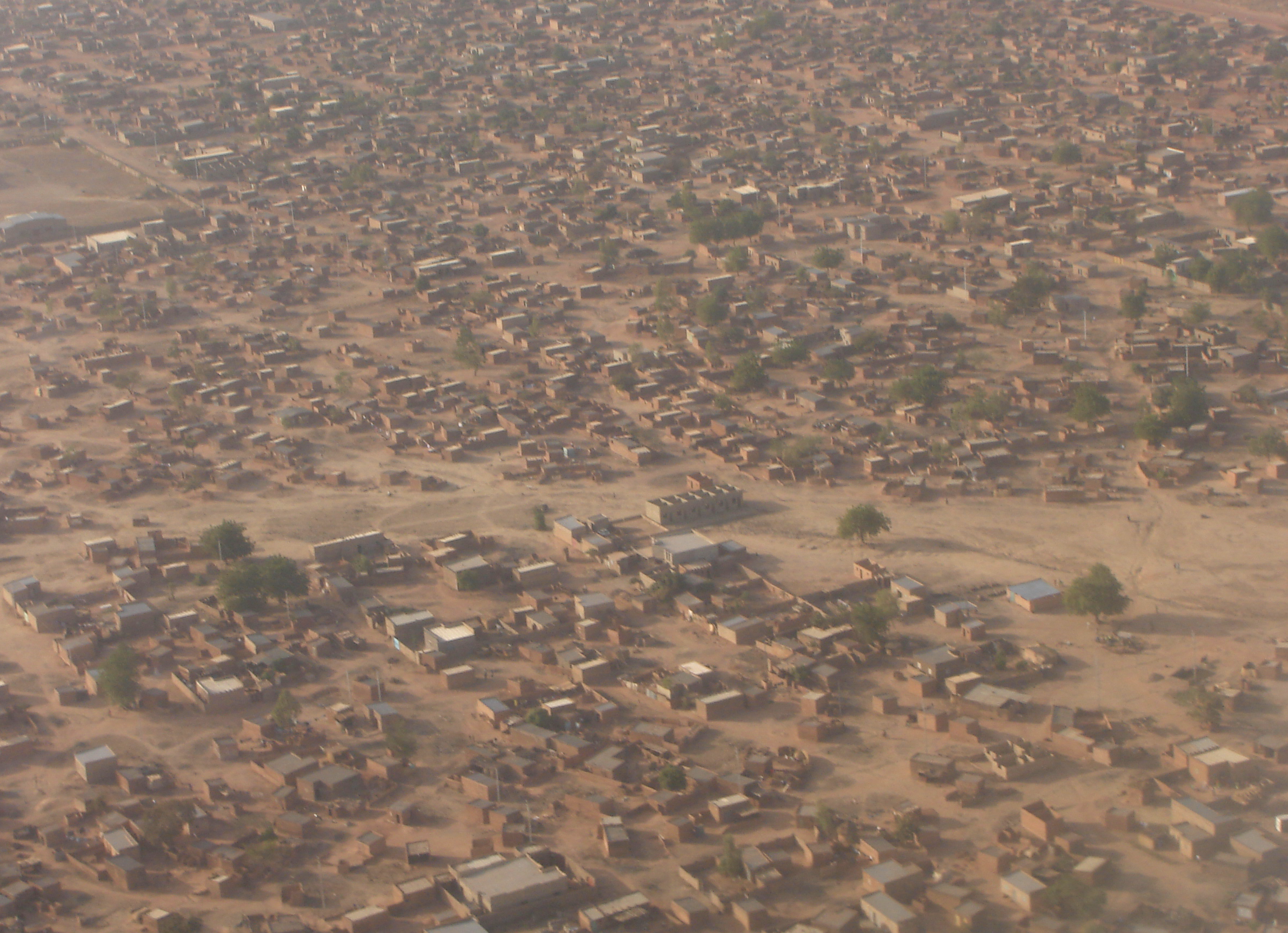
Squattersiedlung

### Klima

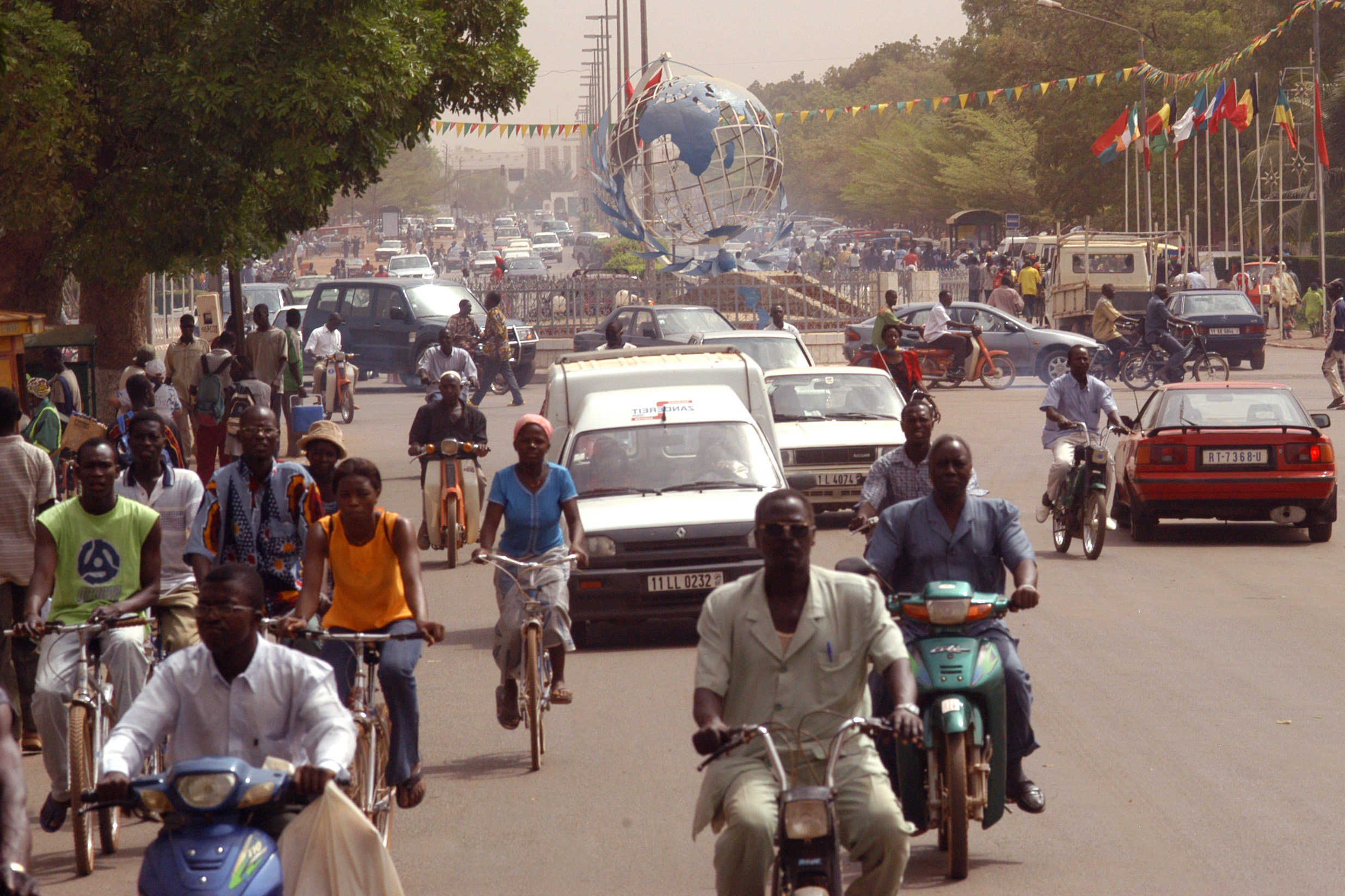
Blick auf den rond-point des Nations-Unies im Zentrum der Stadt

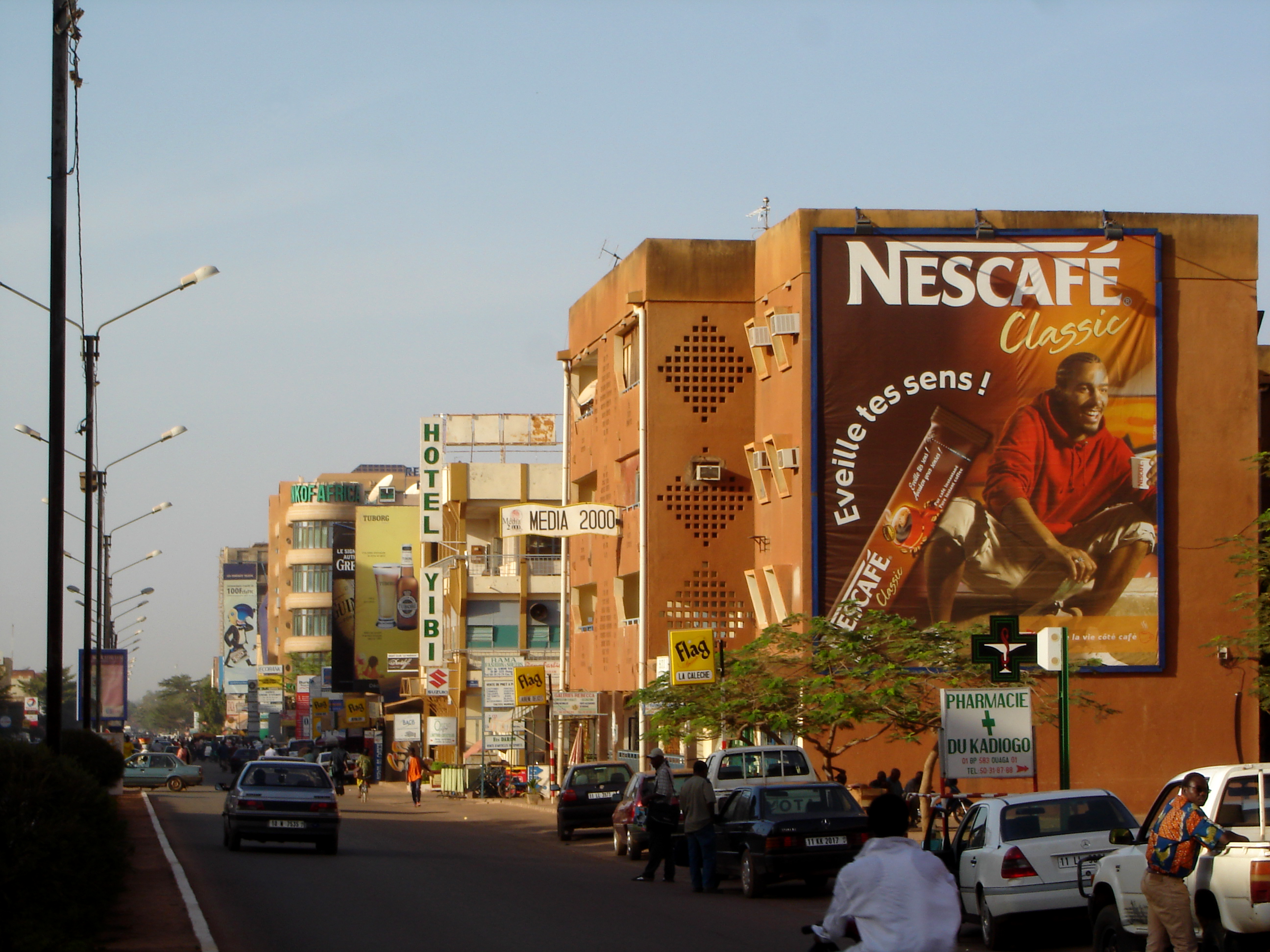
Hauptstraße avenue Kwame-Nkrumah

Die jährliche Durchschnittstemperatur beträgt 28,8 °C. Wie der Rest des Landes unterliegt die Stadt dem Einfluss des tropisch-wechselfeuchten Klimas mit einer Regenzeit von Mai bis September und einer Trockenzeit über den Rest des Jahres.
|                       | Jan  | Feb  | Mär  | Apr  | Mai  | Jun   | Jul  | Aug   | Sep   | Okt  | Nov  | Dez  |   |       |
| Mittl. Tagesmax. (°C) | 34,0 | 36,8 | 39,5 | 40,0 | 37,9 | 34,8  | 32,5 | 30,6  | 32,4  | 35,7 | 36,8 | 35,0 | ⌀ | 35,5  |
| Mittl. Tagesmin. (°C) | 15,8 | 18,2 | 21,9 | 25,4 | 27,2 | 23,9  | 22,8 | 21,8  | 22,0  | 22,9 | 20,2 | 16,3 | ⌀ | 21,5  |
|                       |      |      |      |      |      |       |      |       |       |      |      |      |   |       |
| Niederschlag (mm)     | 0,0  | 0,0  | 5,0  | 24,1 | 73,9 | 107,4 | 69,1 | 283,2 | 197,5 | 31,1 | 0,0  | 0,0  | Σ | 791,3 |
|                       |      |      |      |      |      |       |      |       |       |      |      |      |   |       |
| Sonnenstunden (h/d)   | 9,3  | 9,3  | 8,5  | 8,5  | 8,9  | 8,8   | 7,7  | 7,2   | 7,9   | 8,8  | 9,6  | 9,2  | ⌀ | 8,6   |
|                       |      |      |      |      |      |       |      |       |       |      |      |      |   |       |
| Regentage (d)         | 0    | 0    | 1    | 2    | 6    | 9     | 13   | 14    | 10    | 4    | 0    | 0    | Σ | 59    |
|                       |      |      |      |      |      |       |      |       |       |      |      |      |   |       |
| Luftfeuchtigkeit (%)  | 24   | 21   | 22   | 36   | 50   | 64    | 72   | 80    | 77    | 60   | 38   | 29   | ⌀ | 47,9  |

| 15,8 |

| 18,2 |

| 21,9 |

| 25,4 |

| 27,2 |

| 23,9 |

| 22,8 |

| 21,8 |

| 22,0 |

| 22,9 |

| 20,2 |

| 16,3 |

| 15,8 |

| 18,2 |

| 21,9 |

| 25,4 |

| 27,2 |

| 23,9 |

| 22,8 |

| 21,8 |

| 22,0 |

| 22,9 |

| 20,2 |

| 16,3 |

## Geschichte
Der genaue Zeitpunkt der Gründung Ouagadougous ist nicht bekannt. Laut touristisch orientierten Quellen wurde die Stadt im 11. Jahrhundert von Nyonyonsé unter dem Namen Kombemtinga („Stadt der Krieger“) gegründet. 1441 wurde sie unter dem Mossi Naaba Niandfo als Wogdgo („Komme, mich zu ehren“) Regierungssitz des Königreichs Wogdgo, woraufhin Wogdgo deutlich wuchs. Wogdgo blieb zunächst bis 1691 ununterbrochen Regierungssitz, allerdings eignete sich die nomadische Lebensweise der Mossi nicht, eine städtische Infrastruktur zu schaffen, so dass die Ortschaft ihren ruralen (ländlichen) Charakter behielt. Erst Mitte des 18. Jahrhunderts wurde die Besiedlung mit der Sesshaftwerdung unter Naba Zembre kontinuierlicher gepflegt.
Für 1887 schätzt Louis-Gustave Binger die Einwohnerzahl Waghadougous – aus sieben Dörfern bestehend und überwiegend bewohnt von Anhängern des Islam und afrikanischen Religionen – auf nicht mehr als 5000. Das Gros der Häuser waren einfache Lehmbauten. Mit der Ankunft der französischen Kolonialmacht in den 1880er Jahren begann die autoritäre Urbanisierung und Segregation der Stadt. 1897 wurde sie Militärstützpunkt Frankreichs. 1926 setzte die Kolonialmacht einen administrativen Bürgermeister ein, wobei das politische Tagesgeschäft während der gesamten Kolonialzeit auf die Mossielite übertragen wurde.

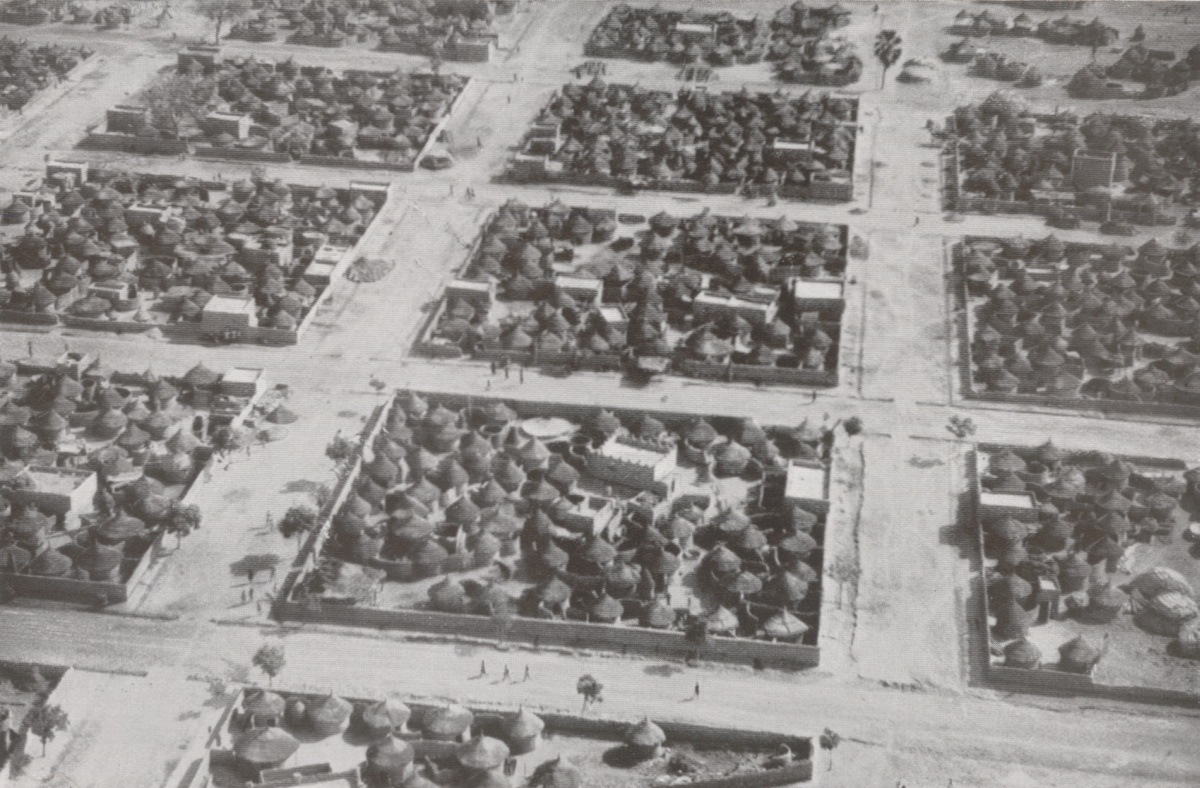
Ouagadougou um 1930/31. Luftbild von Walter Mittelholzer.

Nachdem 1919 aus sieben Kreisen der Kolonie Obersenegal und Niger die neue Kolonie Obervolta mit Ouagadougou als Hauptstadt geschaffen worden war, begann der französische Gouverneur Édouard Hesling mit der Umgestaltung des Dorfes. Während der vier Trockenzeiten von 1920 bis 1923 wurden großzügige Straßen angelegt, Verwaltungsgebäude, ein Gouverneurspalast, Schulen und Krankenstationen errichtet.
Die Franzosen errichteten um die neue Kathedrale Stadtviertel (französisch quartiers saints) mit modernen, zweistöckigen Gebäuden. Seither breitet sich die Metropole vom Zentrum in die Savanne aus. Ouagadougou wurde Sitz des französischen Kolonialgouverneurs und Hauptstadt der Kolonie und des später unabhängigen Staates Obervolta, der 1984 in Burkina Faso umbenannt wurde.
Zum Monatswechsel August/September 2009 überschwemmten heftige Regenfälle die Stadt, in deren Verlauf es Dutzende Tote und Verletzte gab. Auch an Gebäuden gab es erhebliche Schäden, unter anderem an der Cinemathek.
Bei einem Terroranschlag und anschließender Geiselnahme im Hotel Splendid starben im Januar 2016 mehr als 20 Menschen. Zu dem Anschlag bekannte sich die Salafisten-Gruppe AQIM.
Bei einem Angriff auf verschiedene französische Einrichtungen am 2. März 2018 töteten islamistische Terroristen nach Angaben von AFP mindestens 28 Menschen.

## Bevölkerungsentwicklung
| Zensusjahr | Einwohnerzahl |
| ---------- | ------------- |
| 1985       | 465.969       |
| 1996       | 750.398       |
| 2006       | 1.475.223     |
| 2019       | 2.453.496     |

## Politik und Verwaltung

### Stadtgliederung
Ouagadougou unterteilt sich in zwölf durchnummerierte Arrondissements und diese in 55 Sektoren.

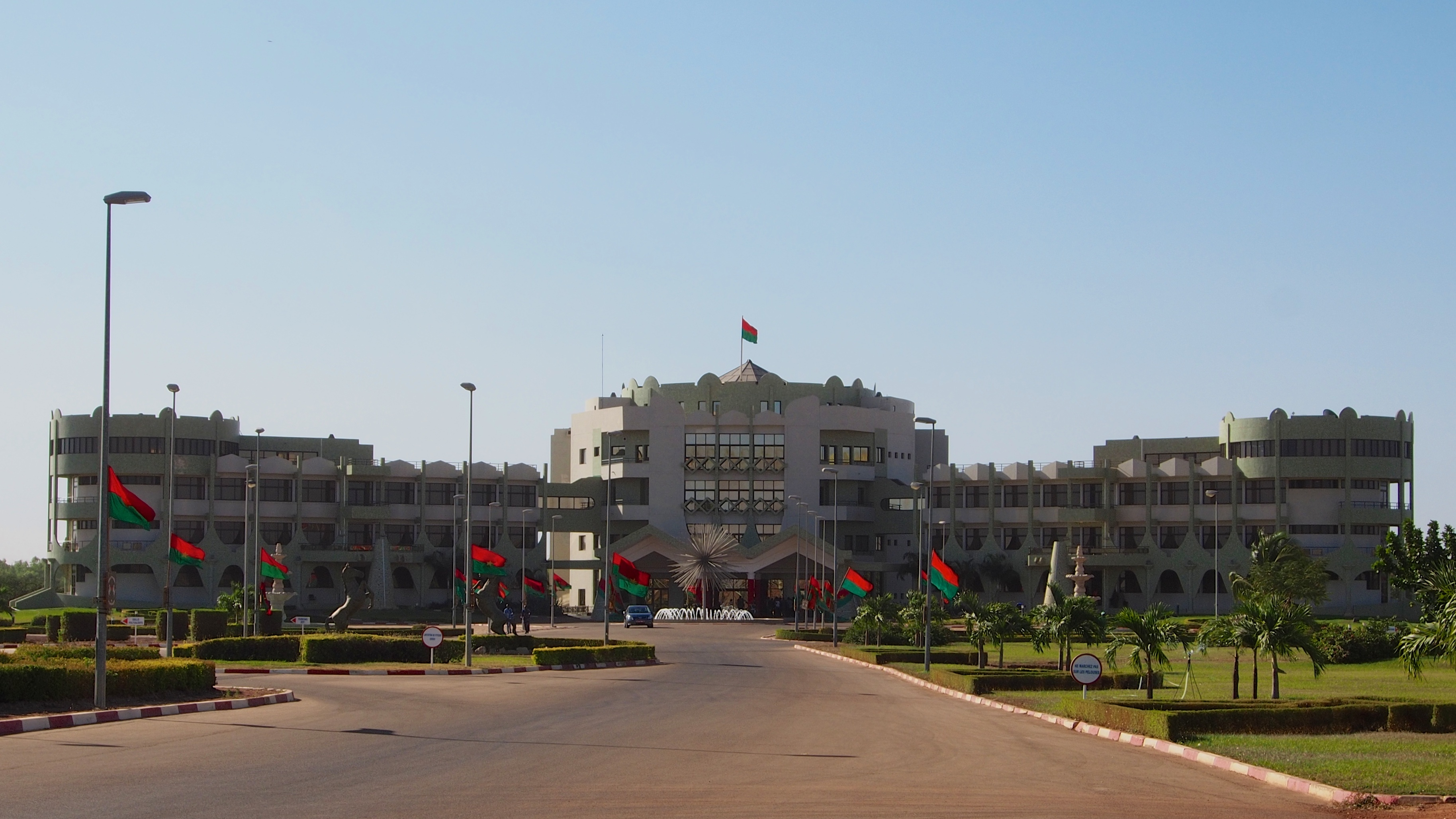
Der neue Präsidentenpalast in Ouaga 2000

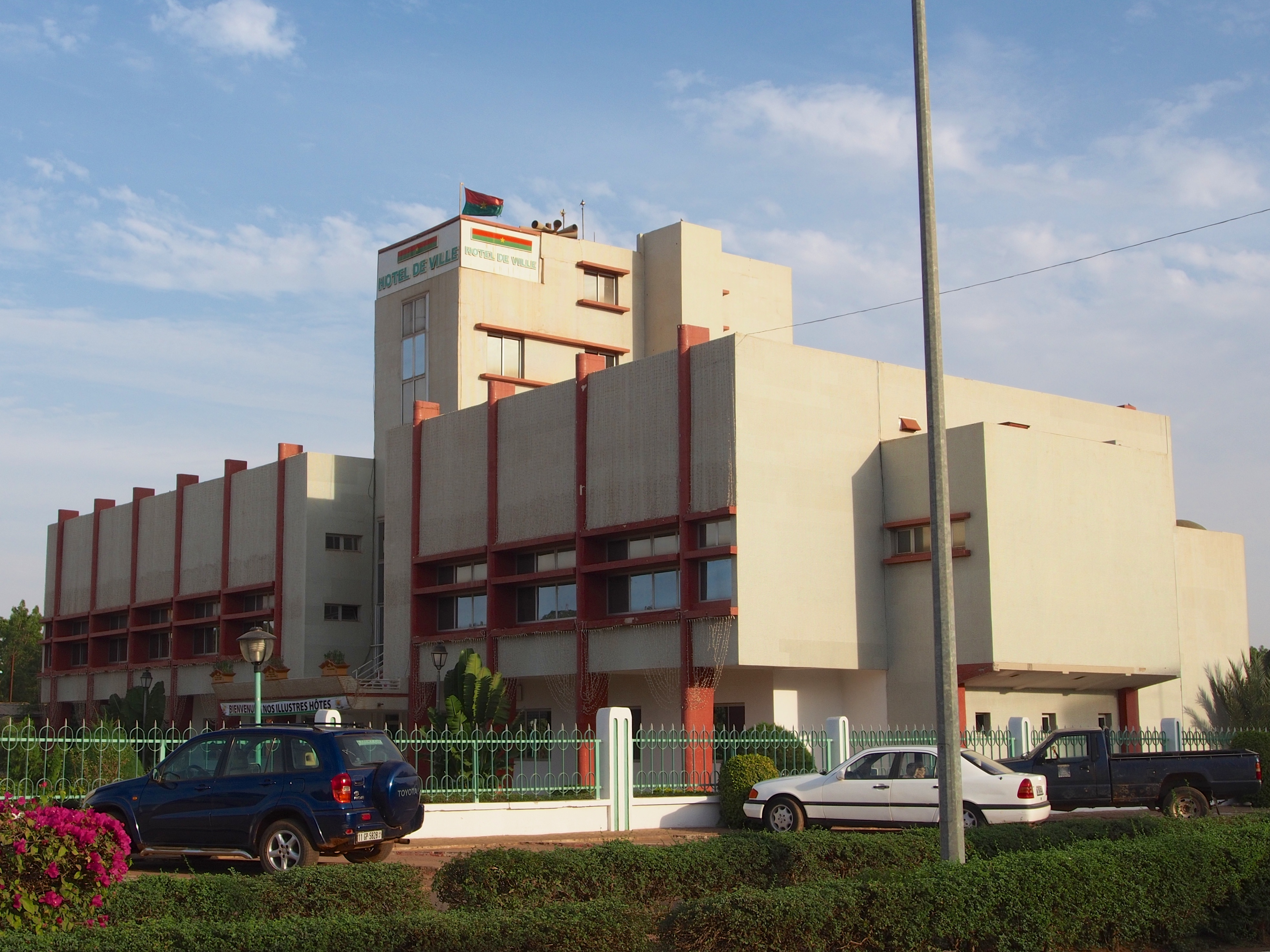
Gebäude der Stadtverwaltung

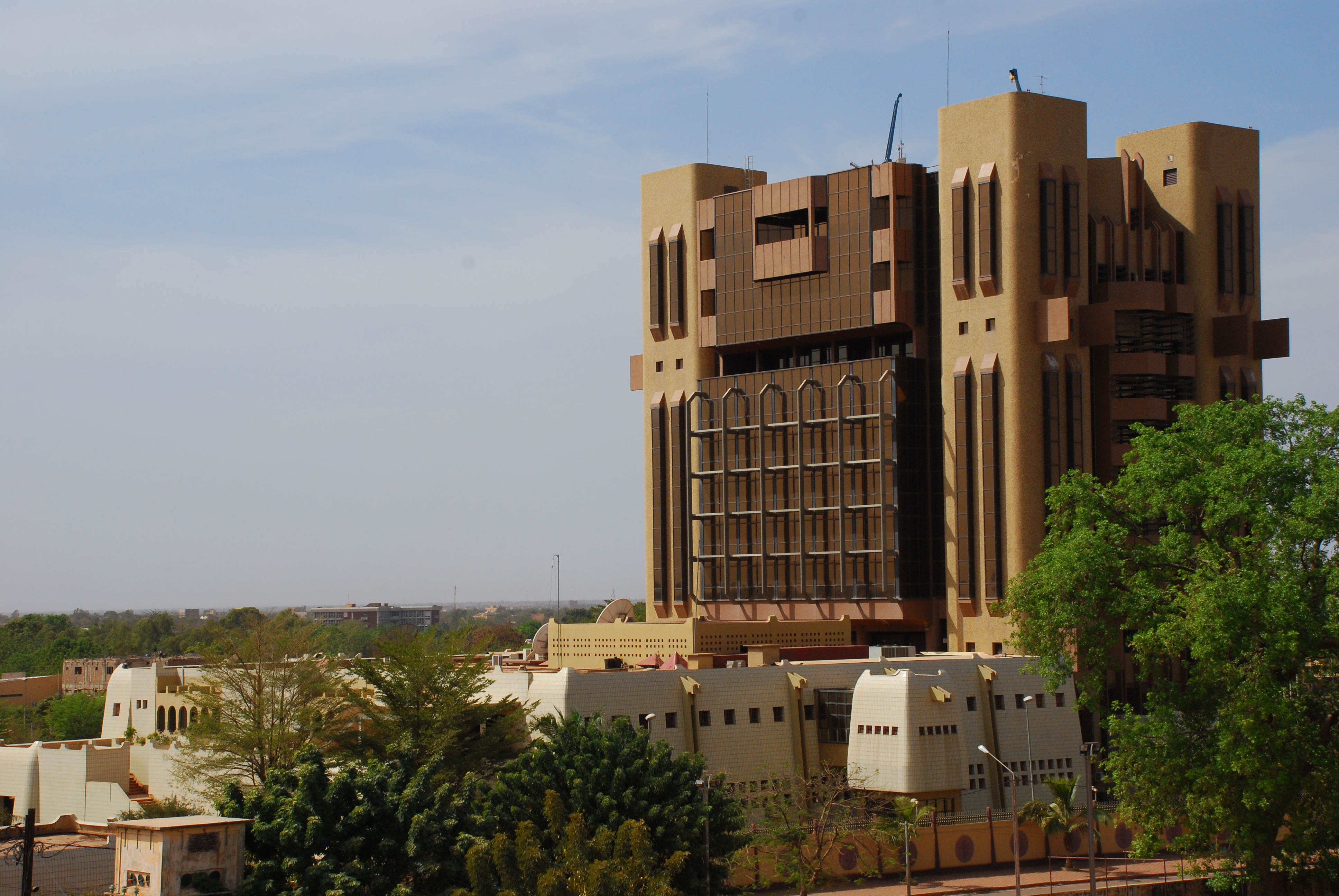
Gebäude der Westafrikanischen Zentralbank (BCEAO)

### Hauptstadt
Ouagadougou ist die Hauptstadt von Burkina Faso. In der Stadt haben der Präsident (im Palais Kosyam), die Regierung, das Parlament, sämtliche Ministerien und zahlreiche diplomatische Vertretungen ihren Sitz. Außerdem befinden sich dort der Kassationshof (Cour de cassation) sowie der Verfassungsrat (Conseil constitutionnel).

### Verwaltung
Alle fünf Jahre finden Wahlen zum Gemeinderat statt. Dieser wählt aus seinen Reihen den Bürgermeister. Nach der Wahl von 2006 hat der Rat neben dem Bürgermeister und seinen beiden Stellvertretern 163 Mitglieder. Seit den Wahlen von 1995 hat Simon Compaoré das Amt inne. Die fünf Arrondissements verfügen jeweils über eine Ratsversammlung und einen Bürgermeister. In der Gemeindeverwaltung sind 25 Direktionen für ihre jeweiligen Ressorts zuständig. Die Regierungspartei Congrès pour la démocratie et le progrès (CDP) konnte 126 Mandate erlangen, die Union pour la renaissance/Mouvement sankariste (UNIR/MS) 15 und die Alliance pour la Démocratie et la Fédération - Rassemblement Démocratique Africain (ADF-RDA) gewann neun Sitze. Die weiteren Abgeordneten werden von kleineren Parteien gestellt.

### Symbole

Wappen der Stadt

Am 31. Dezember 2003 wurde das von Titinga Frédéric Pacéré gestaltete neue Stadtwappen vorgestellt. Es umfasst neun Elemente: ein Pferd, ein Rückenschild, eine aufgehende Sonne, Wasser, eine Kette, eine Hirseähre, einen Baumwollzweig, eine Fahne und die Devise: « Waogdg ra yees beoogo » (‚Ouagadougou, fürchte nicht die Zukunft‘).

## Stadtbild und Architektur

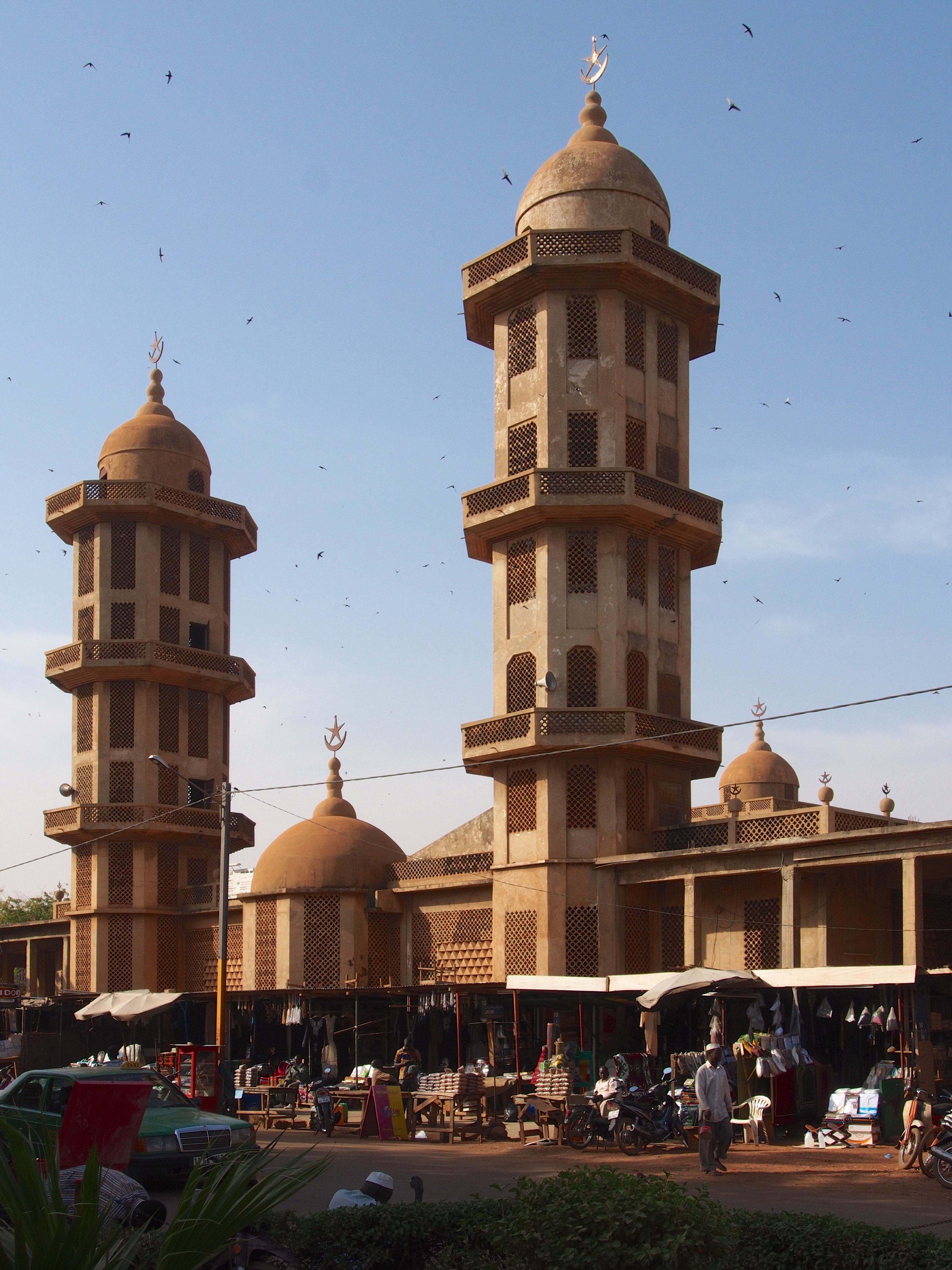
Große Moschee im Stadtzentrum

In der Stadt gibt es, abgesehen von der Zentrale der Westafrikanischen Zentralbank sowie einigen Hotelbauten, nur wenige große moderne Gebäude. Die Große Moschee ist eines der prägenden Bauwerke der Stadt. Einer der größten Märkte Westafrikas, der Marché Rood-Woko, dominiert das Stadtzentrum.
Zentrum der Stadt sind neben dem Markt der rond-point des Nations-Unies und die Hauptgeschäftsstraße avenue Kwame-Nkrumah.
Große Teile der Stadt, die an ihren Rändern jährlich hunderte Meter ins Umland wächst, sind ohne Strom und fließendes Wasser, und die Mehrzahl der Gebäude ist ein- oder zweistöckig und aus Lehmziegeln gebaut.
Alle einstöckigen Gebäude in einem großen Bereich der Innenstadt wurden im Rahmen eines großangelegten Stadtentwicklungsprojektes (projet ZACA) abgebrochen und die Bewohner an den Stadtrand umgesiedelt. Ehemals dicht bebaute und lebhafte Viertel sind nun öde und ausgestorben. Am Südrand der Kapitale ist ein neues Wohn- und Verwaltungsviertel, Ouaga 2000, in Bau. Dort befinden sich der neue Sitz des Präsidenten, Ministerien und das neue Nationaldenkmal Monument aux Héros Nationaux.

### Sehenswürdigkeiten

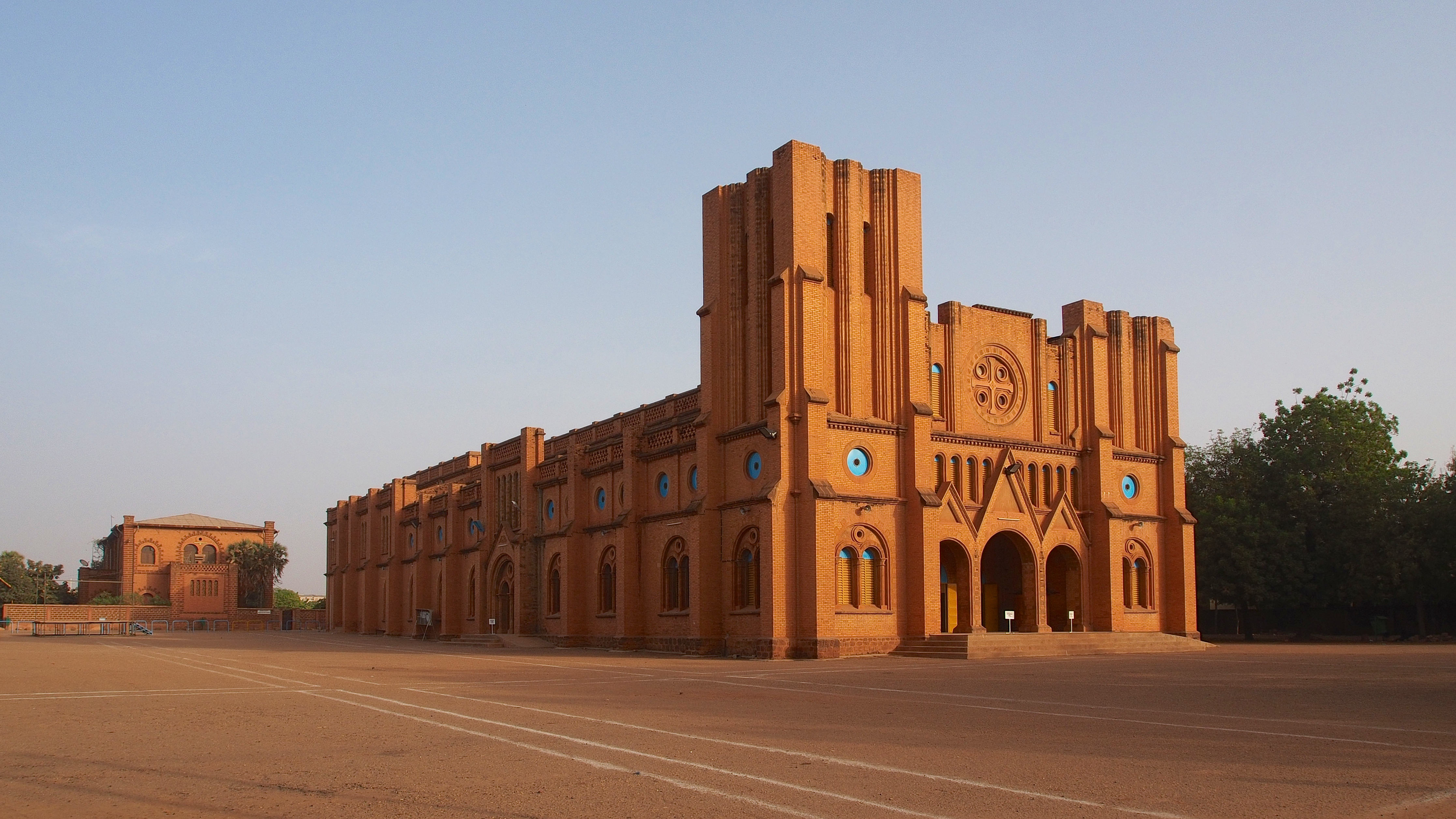
Kathedrale an der avenue Bassawarga

Neben der Großen Moschee ist unter den Sakralbauten die zwischen 1934 und 1936 im Stil der europäischen Neoromanik erbaute Kathedrale von Ouagadougou beachtenswert, die Bischofskirche des Erzbistums Ouagadougou. Der Palast des Mogho Naba und das Monument des Cinéastes bilden weitere touristische Attraktionen.

## Wirtschaft und Infrastruktur

### Wirtschaft
Die Stadt besitzt nur bescheidene Industrie, hauptsächlich im Lebensmittel- und Textilsektor. Ouaga ist als Dienstleistungsmetropole des Landes der Sitz von Banken, Versicherungen und Medien. Ein beträchtlicher Teil der Bevölkerung ist im informellen Sektor tätig.

### Verkehr

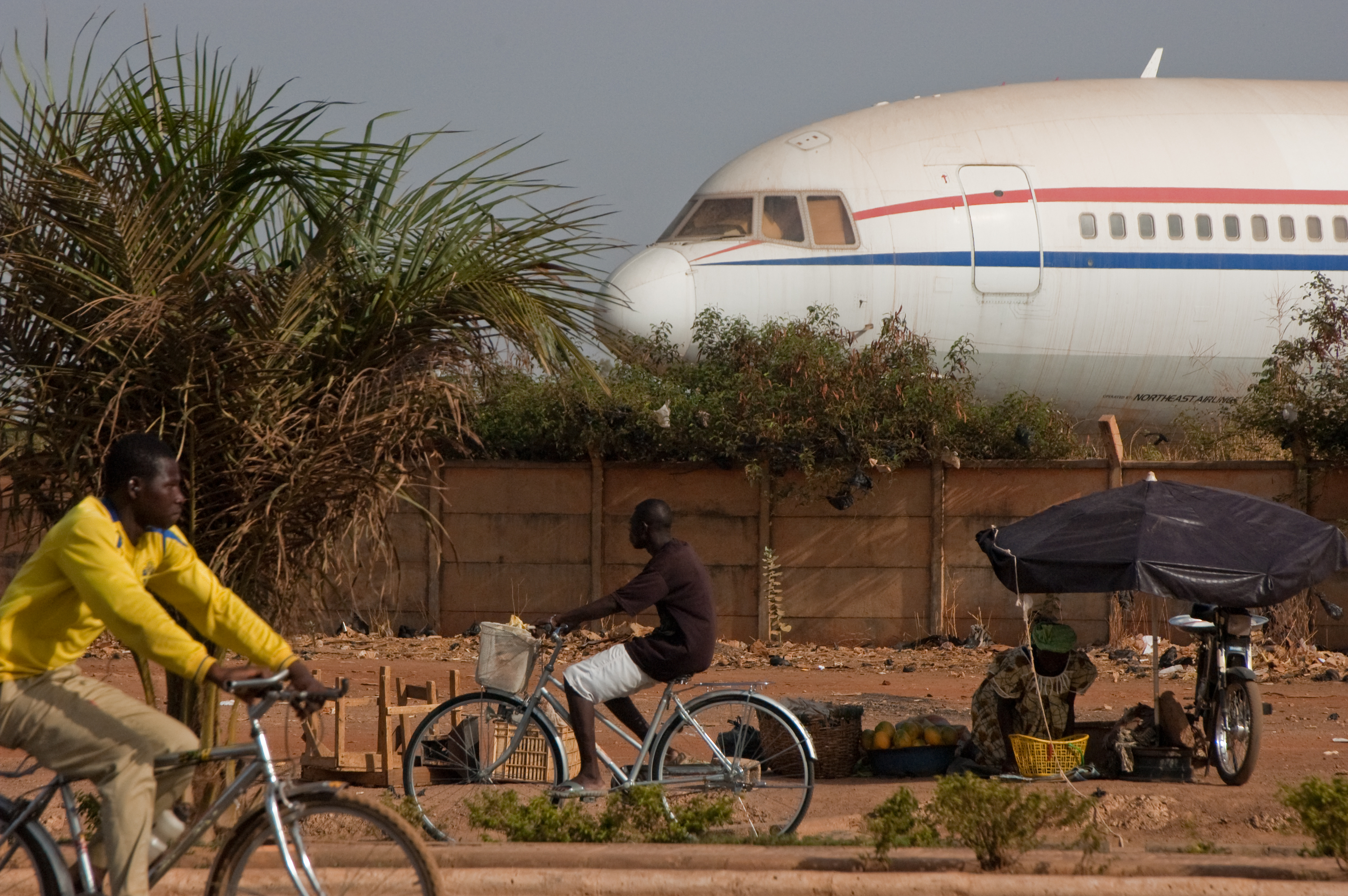
Der Flughafen liegt nahe dem Stadtzentrum.

Der internationale Flughafen Ouagadougou befindet sich in Secteur 5 in unmittelbarer Nähe des Stadtzentrums. Er sollte bis 2017 durch einen Neubau, den Flughafen Ouagadougou-Donsin, im nordöstlich gelegenen Departement Loumbila ersetzt werden. Dieses Projekt ist aber Stand 2024 noch nicht abgeschlossen. Nach Europa existieren Direktflüge nach Istanbul, Paris und Brüssel; darüber hinaus bestehen zahlreiche innerafrikanische Linienflüge.
Der Hauptbahnhof ist Endpunkt der Abidjan-Niger-Bahn nach Abidjan (Elfenbeinküste). Für Güterzüge besteht eine weitergehende Verbindung nach Kaya.
Zahlreiche Nationalstraßen beginnen ihren Verlauf in Ouagadougou. Die N1 führt in Richtung Westen nach Bobo-Dioulasso, die N2 Richtung Nordwesten nach Ouahigouya und Mali, die N3 nach Nordosten Richtung Dori, die N4 nach Osten Richtung Niger, die N5 und die N6 in Richtung Süden nach Ghana und die N22 nach Norden in Richtung Djibo. Im Verlauf des Jahres 2009 soll der vierspurige Ausbau der Nationalstraße 1 in Richtung Bobo-Dioulasso von der place de la Bataille du rail bis hinter die barrage de Boulmiougou begonnen werden. Dabei werden auch Rad- und Gehwege angelegt. Die Kosten sollen sich auf 17 Milliarden CFA-Franc (26 Millionen Euro) belaufen.
Wichtigste Verkehrsmittel der Bevölkerung – und somit überall in Massen anzutreffen – sind Mofas, Roller, Mopeds und Fahrräder. Taxis sind ebenfalls gängige innerstädtische Transportmittel, außerdem wurde in jüngster Zeit ein Bussystem eingerichtet.

### Medien
Ouagadougou ist Sitz zahlreicher staatlicher – namentlich der nationalen Radio- und Fernsehgesellschaft RTB – und privater Medienunternehmen und beherbergt auch die meisten Sendeanlagen für die Verbreitung von landesweiten Fernseh- und Radioprogrammen. Private Radiostationen mit lokaler und mittlerer Reichweite wie Ouaga FM, Horizon FM, Pulsar FM oder Savane FM senden ebenfalls von Ouagadougou aus. In Ouagadougou haben aber auch Printmedien ihr Zentrum. Sowohl die dem Informationsministerium unterstehende Tageszeitung Sidwaya wie auch unabhängige Zeitungen haben ihre Redaktionen und Druckereien in Ouagadougou. Für weitere Informationen zur Medienlandschaft in Burkina Faso siehe Medien Burkina Fasos.

### Tourismus
In den letzten Jahren steigt der klassische Studien- und Erlebnistourismus an. Neben dem Hôtel Sofitel Silmandé im Norden der Stadt wurde von libyschen Investoren ein neues Luxushotel in Ouaga 2000 errichtet. Zahlreiche weitere Hotels sowie Pensionen aller Kategorien entstanden in den vergangenen Jahren.

## Kultur

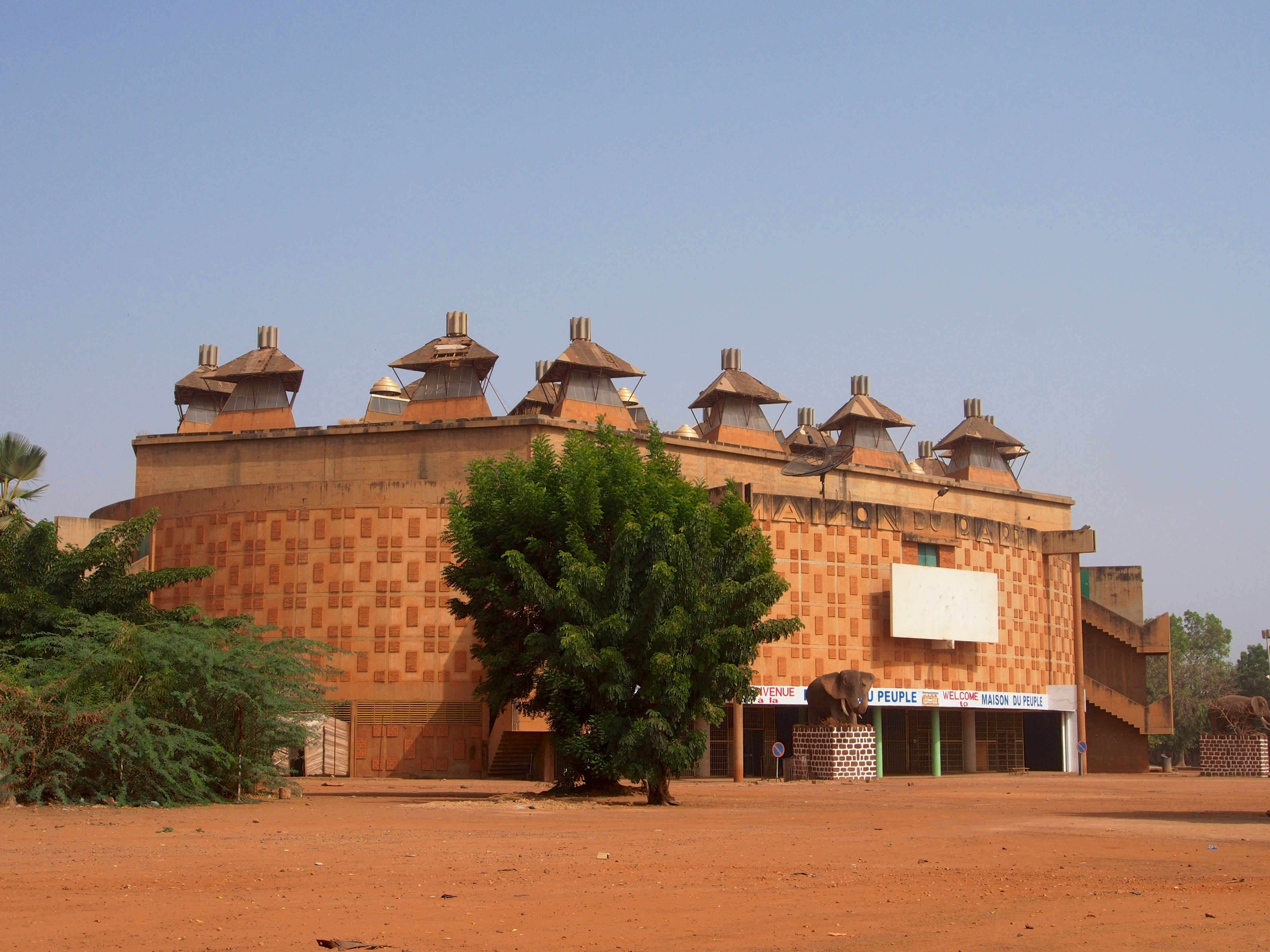
Das maison du peuple

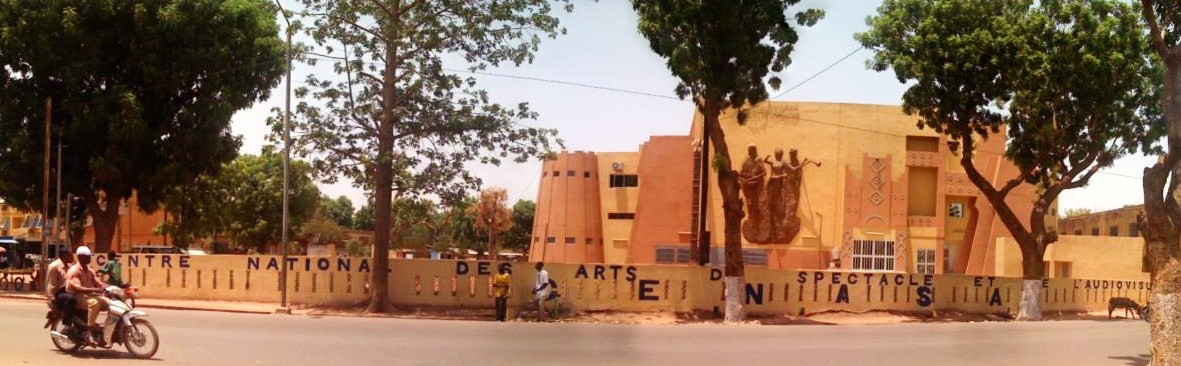
Im CENASA finden viele Veranstaltungen statt

Größter Veranstaltungsort ist das Maison du Peuple. Daneben finden Konzerte im CENASA und dem französischen Kulturzentrum Centre Culturel Français Georges Méliès statt, das über eine Bühne, eine Bibliothek und Ausstellungsflächen verfügt.

### Bildung
Die 1974 gegründete Universität Ouagadougou unterhält diverse Kooperationen mit Hochschulen in Europa. Das Lycée Philippe Zinda Kaboré ist das größte Gymnasium des Landes.

### Hochkulturelle Institutionen
Ouagadougou beherbergt die wichtigsten Institutionen der burkinischen Hochkultur. 1962 wurde das Musée National du Burkina Faso als Institution gegründet, es verfügte aber bis zum Jahr 2000 über keinen festen Sitz. Mit dem Bau der neuen Gebäude im Stadtteil Dassasgho wurde 2000 begonnen, die ersten Ausstellungsräume konnten 2004 eröffnet werden. Im 1999 gegründeten Musée de la Musique de Ouagadougou werden zahlreiche traditionelle Musikinstrumente ausgestellt. Es liegt nordöstlich der Innenstadt an der avenue d’Oubritenga.
Das Carrefour International de Théâtre de Ouagadougou unterhält eine Kooperation mit dem Mainfranken Theater Würzburg.

### Sport

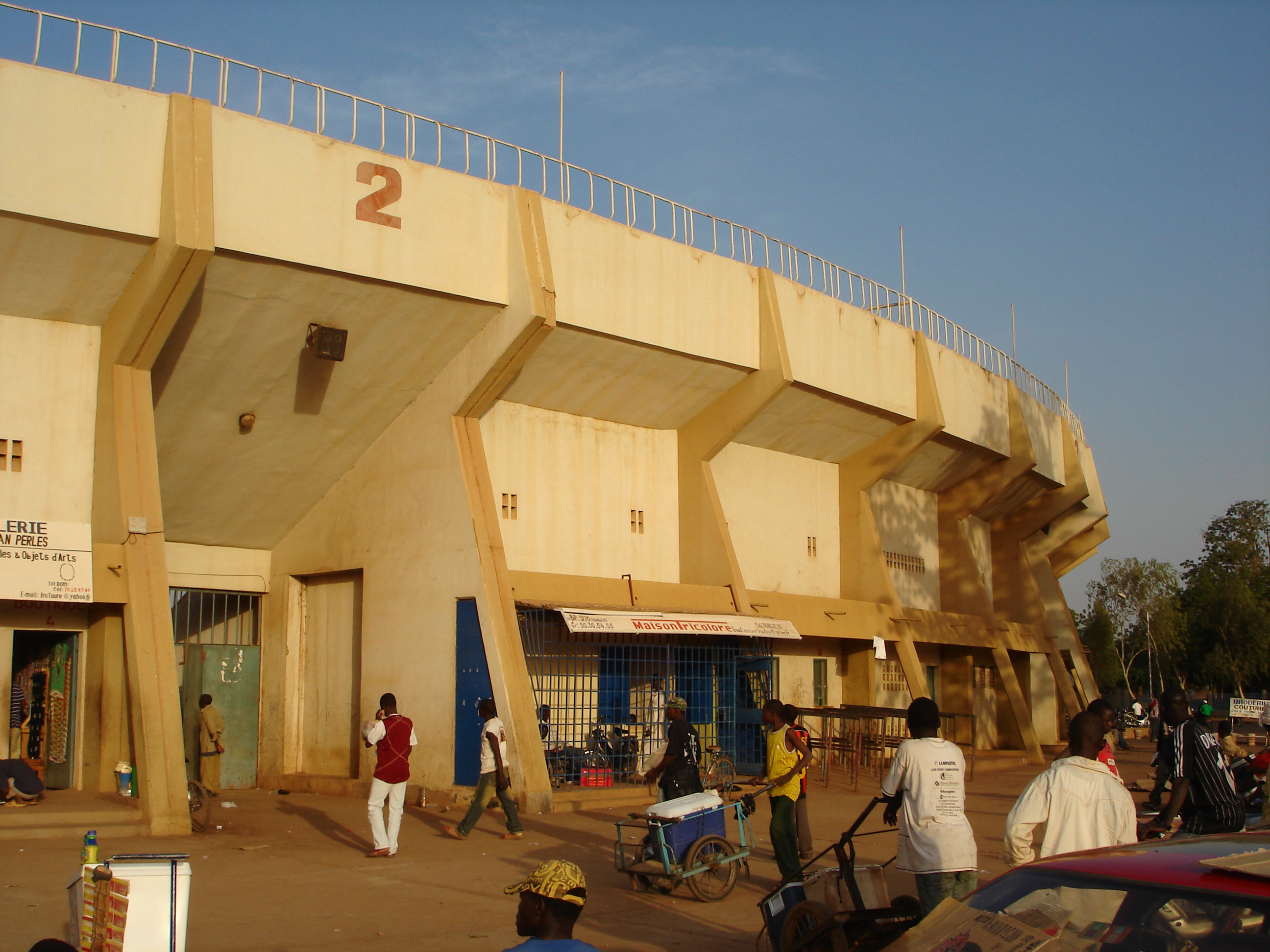
Stade Municipal de Ouagadougou

Im Nationalstadion Stade du 4-Août im Stadtteil Gounghin und im zentral gelegenen Stade Municipal de Ouagadougou tragen die Fußballnationalmannschaft und die fünf Erstligamannschaften der Stadt ihre Heimspiele aus. Étoile Filante Ouagadougou und ASFA-Yennenga Ouagadougou sind die erfolgreichsten Vereine des Landes. Der in der Vergangenheit von der Stadtverwaltung unterhaltene CF Ouagadougou wurde 2007 nationaler Meister. Ebenfalls in kommunaler Hand sind die Spielfelder des Stade René-Monory und des plateau omnisports Simon-Compaoré, auf denen Hand-, Basket- und Volleyballspiele stattfinden.
Im Süden der Stadt entstand die neue überdachte Sportarena Palais des Sports de Ouaga 2000, in der auch panafrikanische Sport- und Kulturveranstaltungen stattfinden.
Einmal im Jahr wird der Marathon Ouaga-Laye veranstaltet.

### Regelmäßige Veranstaltungen
Seit 1969 findet in Ouagadougou alle zwei Jahre das panafrikanische Film- und Fernsehfestival FESPACO statt, zu dem Filmfans aus aller Welt anreisen. Im Wechsel dazu findet die Kunsthandwerksmesse SIAO statt. Einmal im Jahr gibt es das internationale Theaterfestival Les Récréatrales und das große Mofarennen (RAMO), an dem sich vor allem junge Männer beteiligen.

## Städtepartnerschaften
Im Januar 1967 begann die Kooperation mit der französischen Stadt Loudun. Es folgten Partnerschaften mit Leuze-en-Hainaut (Belgien), Kuwait (Kuwait), Lomé (Togo), San Miniato (Italien) und Taipeh (Republik China (Taiwan)) sowie Lyon (Frankreich). Seit dem Jahr 2000 besteht eine Verbindung mit Québec (Kanada). Auf spezifischen Gebieten arbeitet Ouagadougou mit Nantes, Namur, Kopenhagen und Grenoble sowie im Rahmen der Süd-Süd-Kooperation mit mehreren afrikanischen Städten zusammen.

## Söhne und Töchter der Stadt
- Denis Tapsoba (1916–2008), römisch-katholischer Bischof von Ouahigouya
- Paul Zoungrana (1917–2000), römisch-katholischer Erzbischof von Ouagadougou und Kardinal
- Hounsouho Bambara (* 1938), Oberst und Politiker
- Jean-Baptiste Tiendrebeogo (1941–1998), römisch-katholischer Geistlicher, Bischof von Kaya
- Michel Kafando (* 1942), Politiker
- Séraphin François Rouamba (* 1942), römisch-katholischer Erzbischof von Koupéla
- Thomas Kaboré (* 1943), römisch-katholischer Bischof von Kaya
- Ambroise Ouédraogo (* 1948), römisch-katholischer Geistlicher und Bischof von Maradi
- Blaise Compaoré (* 1951), Politiker; von 1987 bis 2014 Präsident von Burkina Faso
- Simon Compaoré (* 1952), Politiker; von 1995 bis 2013 Bürgermeister von Ouagadougou
- Médard Léopold Ouédraogo (* 1953), römisch-katholischer Bischof von Manga
- Norbert Michel Tiendrébéogo (* 1955), Politiker
- Roch Marc Kaboré (* 1957), Politiker; Premierminister (1994–1996) und Staatspräsident (2015–2022)
- Jacqueline Marie Zaba Nikiema (* 1957), Diplomatin
- Alain Francis Gustave Ilboudo (* 1958), Diplomat
- Victor Démé (1962–2015), Gitarrist und Sänger
- Boubacar Diallo (* 1962), Filmemacher, Journalist und Schriftsteller
- Nicodème Anani Barrigah-Benissan (1963–2024), römisch-katholischer Geistlicher und Erzbischof von Lomé
- Issaka Sawadogo (* 1966), norwegischer Schauspieler, Tänzer, Musiker und Regisseur
- Gilbert Ouédraogo (* 1968), Politiker
- Smockey (* 1971), Hip-Hop-Musiker
- Safiatou Lopez (* 1976), Unternehmerin und Politikerin
- Apolline Traoré (* 1976), Regisseurin
- Jacky Ido (* 1977), Schauspieler
- Irène Tiendrébéogo (* 1977), burkinisch-monegassische Leichtathletin
- Jean-Michel Gnonka (* 1980), Fußballspieler
- Mohamed Kaboré (* 1980), Fußballspieler
- Jean Emmanuel Ouédraogo (* 1980), Journalist und Politiker
- Narcisse Yaméogo (* 1980), Fußballspieler
- Moumouni Dagano (* 1981), Fußballspieler
- Paul-Henri Sandaogo Damiba (* 1981), Militäroffizier
- Mahamoudou Kéré (* 1982), Fußballspieler
- Patrick Zoundi (* 1982), Fußballspieler
- Daouda Diakité (* 1983), Fußballspieler
- Moise Bambara (* 1984), burkinisch-deutscher Fußballprofi
- Abdoul Aziz Nikiéma (* 1985), Fußballspieler
- Ibrahim Gnanou (* 1986), Fußballspieler
- Paul Koulibaly (* 1986), Fußballspieler
- Fulgence Ouedraogo (* 1986), französischer Rugbyspieler
- Jonathan Pitroipa (* 1986), Fußballspieler
- Florent Rouamba (* 1986), Fußballspieler
- Thomas Compaoré (1987–2011), Basketballspieler
- Préjuce Nakoulma (* 1987), Fußballspieler
- Bakary Koné (* 1988), Fußballspieler
- Issouf Ouattara (* 1988), Fußballspieler
- Issiaka Ouédraogo (* 1988), burkinisch-österreichischer Fußballspieler
- Jonathan Zongo (* 1989), Fußballspieler
- Rachid Sidibé (* 1990), Judoka[21]
- Ezé Wendtoin (* 1991), Musiker und Liedermacher
- Stella Ilboudo (* 1993), Fußballspielerin
- Angelika Ouedraogo (* 1993), Schwimmerin[22]
- Hugues Fabrice Zango (* 1993), Dreispringer
- Cyrille Bayala (* 1996), Fußballspieler
- Hassane Bandé (* 1998), Fußballspieler
- Alban Lafont (* 1999), französischer Fußballtorhüter
- Edmond Tapsoba (* 1999), Fußballspieler
- Dango Ouattara (* 2002), Fußballspieler
- Joffrey Bazié (* 2003), Fußballspieler
- Gildas Giménez (* 2007), spanischer Basketballspieler